# Нано (іспанський футболіст)
Александер Меса Травіесо (ісп. Alexander Mesa Travieso), більш відомий як Нано (ісп. Nano, нар. 5 лютого 1995, Сан-Кристобаль-де-ла-Лагуна) — іспанський футболіст, нападник клубу «Кадіс».

## Ігрова кар'єра
Народився 5 лютого 1995 року в місті Сан-Кристобаль-де-ла-Лагуна. Вихованець футбольної школи клубу «Тенерифе».
У дорослому футболі дебютував 2012 року виступами за другу команду тенерифського клубу, а за рік почав залучатися до матчів його основної команди.
Після оренди протягом сезону 2014/15 до команди «Л'Успіталет» повернувся до «Тенерифе», звідки вже за рік перейшов до «Ейбара».
В ейбарський команді основним гравцем не став і протягом 2017—2020 років віддавався в оренду до «Леванте», «Спортінга» (Хіхон), «Тенерифе» та «Кадіса».
2020 року уклав повноцінний контракт з останнім клубом.